# Провинција Садо
Садо (јап. 佐渡国) је једна од 66 историјских провинција Јапана, која је постојала од почетка 8. века (закон Таихо из 703. године) до Мејџи реформи у другој половини 19. века. Садо се налазио на истоименом острву у Јапанском мору, северно од острва Хоншу, у области Хокурику.
Царским декретом од 29. августа 1871. све постојеће провинције замењене су префектурама. Територија Садоа припада данашњој префектури Ниигата.

## Географија
Садо је острво у Јапанском мору, недалеко од обале провинције Ечиго.